# Biblioteca di Area Medica Adolfo Ferrata
La Biblioteca di Area Medica Adolfo Ferrata dell’Università degli Studi di Pavia è la biblioteca della facoltà di Medicina e Chirurgia, nata dall'accorpamento del patrimonio librario degli istituti e i dipartimenti della facoltà e conta un patrimonio di oltre 34.386 volumi, 3.612 periodici, di cui 54 attivi. La biblioteca dispone di cinque sale studio, che possono ospitare, complessivamente, circa 144 studenti.

## Storia
La Biblioteca Unificata di Area Medica “Adolfo Ferrata” fu creata nel  2005 dalla progressiva fusione delle biblioteche dei dipartimenti della facoltà di Medicina e Chirurgia dell’università di Pavia. Le biblioteche dipartimentali a loro volta includevano raccolte librarie degli istituti in cui erano divise e alcune di esse contenevano anche volumi di particolare pregio sia per la rarità, sia per l’antichità, come quella di Anatomia Umana, di Anatomia Patologica (istituita nel 1850), Chirurgia Epato- Pancreatica (nata nel 1868) o quella Clinica Medica (sorta nel 1882).

## I fondi e le raccolte librarie
La biblioteca dispone di sette fondi e quattro raccolte librarie, tra i principali ricordiamo: Il fondo Adolfo Ferrata (Brescia 1886- Pavia 1946), donato da Adolfo Ferrata, che fu docente di  Patologia Medica presso le università di Messina, Siena e Pavia e fondò la Scuola Ematologica Italiana, conta 1.186 volumi. Il fondo Storico Anatomia Umana, costituito da 378 volumi antichi o rari di argomento medico e chirurgico, tra i quali vi sono anche otto cinquecentine.  Dei volumi conservati nel fondo, circa 100 furono stampati prima del 1830: tra questi particolare pregio hanno i trattati anatomici dal medico svizzero Albrecht von Haller, pubblicati dal 1768 al 1775, la prima edizione di Anatomici summi septemdecim tabulae di Giovanni Domenico Santorini, e l’Opera medica universa di Lazare Rivière, pubblicata a Venezia nel 1683, che rappresenta il documento più antico del fondo. Il fondo Società Medico Chirurgica di Pavia raccoglie oltre 1.800 volumi, che trattano i principali settori della medicina e della chirurgia, sia italiani, sia stranieri (per lo più francesi e tedeschi), risalenti principalmente alla fine del XIX secolo, che sono stati collezionati e conservati da diversi membri e presidenti della Società (fondata nel 1885 da Camillo Golgi) nel corso degli anni, fino a costituire una vera e propria biblioteca. Fanno parte del fondo anche oltre 12.000 estratti, datati tra il 1831 e il 1933, raccolti dal patologo Achille Monti. Il fondo conserva anche volumi provenienti dalle raccolte personali di medici e studiosi pavesi o che hanno lavorato a Pavia: sono così presenti, per esempio, volumi originali di alcuni docenti della seconda metà del ‘700, come quelli di igiene e salute pubblica di Johan Peter Frank e quelli del neurologo svizzero Samuel Auguste Tissot.
Vi sono il fondo Giampiero Beluffi, 413 volumi, il fondo Gian Paolo Paliaga, 613, la raccolta Elena Dalla Toffola, 448 volumi, la raccolta Italo Farnetani, 68, la raccolta Lorenzo Minoli, 175 volumi e la raccolta Massimiliano Campani che conta 152 volumi.